# Torneos WTA 125s en 2017
La WTA 125K serie es la secundaria de tenis profesional. Organizado por la Asociación de Tenis de Mujeres. El WTA 125K serie 2017 constó de ocho torneos, pagando cada uno una bolsa de premios de 125.000 dólares.

## Torneos
| Semana          | Torneo | Campeonas                                                | Subcampeonas                           | Semifinalistas                    | Cuartos de final                                                    |
| --------------- | --- | -------------------------------------------------------- | -------------------------------------- | --------------------------------- | ------------------------------------------------------------------- |
| 17 de abril     | Jinyuan Cup Zhengzhou, China $125,000 - Dura - 32S/16Q/16D Cuadro Individual - Cuadro Dobles                           | Wang Qiang 3-6, 7-6(3), 1-1 ret.                         | Peng Shuai                             | Zheng Saisai Duan Yingying        | Zarina Diyas Nao Hibino Jang Su-jeong Liu Fangzhou                  |
| 17 de abril     | Jinyuan Cup Zhengzhou, China $125,000 - Dura - 32S/16Q/16D Cuadro Individual - Cuadro Dobles                           | Han Xinyun Zhu Lin 7-5, 6-1                              | Jacqueline Cako Julia Glushko          | Zheng Saisai Duan Yingying        | Zarina Diyas Nao Hibino Jang Su-jeong Liu Fangzhou                  |
| 6 de junio      | Bol Open Bol, Croacia $125,000 - Tierra batida - 32S/16Q/16D Cuadro Individual - Cuadro Dobles                         | Aleksandra Krunić 6-3, 3-0 ret.                          | Alexandra Cadanțu                      | Beatriz Haddad Maia Mandy Minella | Sara Errani Ivana Jorović Maria Sakkari Kateryna Bondarenko         |
| 6 de junio      | Bol Open Bol, Croacia $125,000 - Tierra batida - 32S/16Q/16D Cuadro Individual - Cuadro Dobles                         | Chuang Chia-jung Renata Voráčová 6-4, 6-2                | Lina Gjorcheska Aleksandrina Naydenova | Beatriz Haddad Maia Mandy Minella | Sara Errani Ivana Jorović Maria Sakkari Kateryna Bondarenko         |
| 5 de septiembre | Dalian Women's Tennis Open Dalian, China $125,000 - Dura - 32S/16Q/16D Cuadro Individual - Cuadro Dobles               | Kateryna Kozlova 6-4, 6-2                                | Vera Zvonareva                         | Zarina Diyas Vitalia Diatchenko   | Duan Yingying Han Xinyun Sabina Sharipova Zhang Kailin              |
| 5 de septiembre | Dalian Women's Tennis Open Dalian, China $125,000 - Dura - 32S/16Q/16D Cuadro Individual - Cuadro Dobles               | Lu Jingjing You Xiaodi 7-6(2), 4-6, [10-5]               | Guo Hanyu Ye Qiuyu                     | Zarina Diyas Vitalia Diatchenko   | Duan Yingying Han Xinyun Sabina Sharipova Zhang Kailin              |
| 6 de noviembre  | Open GDF Suez de Limoges Limoges, Francia $125,000 - Dura - 32S/16Q/16D Cuadro Individual - Cuadro Dobles              | Monica Niculescu 6-4, 6-2                                | Antonia Lottner                        | Pauline Parmentier Sabine Lisicki | Anna Blinkova Kaia Kanepi Conny Perrin Ekaterina Alexandrova        |
| 6 de noviembre  | Open GDF Suez de Limoges Limoges, Francia $125,000 - Dura - 32S/16Q/16D Cuadro Individual - Cuadro Dobles              | Valeria Savinykh Maryna Zanevska 6-0, 6-2                | Chloé Paquet Pauline Parmentier        | Pauline Parmentier Sabine Lisicki | Anna Blinkova Kaia Kanepi Conny Perrin Ekaterina Alexandrova        |
| 6 de noviembre  | Hua Hin Championships Hua Hin, Tailandia $125,000 - Dura - 32S/16Q/16D Cuadro Individual - Cuadro Dobles               | Belinda Bencic 6-3, 6-4                                  | Hsieh Su-wei                           | Ana Bogdan Viktorija Golubic      | Vitalia Diatchenko Duan Yingying Barbara Haas Luksika Kumkhum       |
| 6 de noviembre  | Hua Hin Championships Hua Hin, Tailandia $125,000 - Dura - 32S/16Q/16D Cuadro Individual - Cuadro Dobles               | Duan Yingying Wang Yafan 6-3, 6-3                        | Dalila Jakupović Irina Khromacheva     | Ana Bogdan Viktorija Golubic      | Vitalia Diatchenko Duan Yingying Barbara Haas Luksika Kumkhum       |
| 13 de noviembre | OEC Taipei WTA Challenger Taipéi, China Taipéi $125,000 - Alfombra (i) - 32S/16Q/16D Cuadro Individual - Cuadro Dobles | Belinda Bencic 7-6(3), 6-1                               | Arantxa Rus                            | Viktorija Golubic Naomi Broady    | Luksika Kumkhum Jil Teichmann Veronika Kudermetova Lizette Cabrera  |
| 13 de noviembre | OEC Taipei WTA Challenger Taipéi, China Taipéi $125,000 - Alfombra (i) - 32S/16Q/16D Cuadro Individual - Cuadro Dobles | Veronika Kudermetova Aryna Sabalenka 2-6, 7-6(2), [10-6] | Monique Adamczak Naomi Broady          | Viktorija Golubic Naomi Broady    | Luksika Kumkhum Jil Teichmann Veronika Kudermetova Lizette Cabrera  |
| 20 de noviembre | Hawaii Open Honolulu, Estados Unidos $125,000 - Dura - 32S/16Q/16D Cuadro Individual - Cuadro Dobles                   | Shuai Zhang 0-6, 6-2, 6-3                                | Jang Su-jeong                          | Rebecca Peterson Julia Boserup    | Vitalia Diatchenko Ajla Tomljanović Evgeniya Rodina Miharu Imanishi |
| 20 de noviembre | Hawaii Open Honolulu, Estados Unidos $125,000 - Dura - 32S/16Q/16D Cuadro Individual - Cuadro Dobles                   | Hsieh Shu-ying Hsieh Su-wei 6-1, 7-6(3)                  | Eri Hozumi Asia Muhammad               | Rebecca Peterson Julia Boserup    | Vitalia Diatchenko Ajla Tomljanović Evgeniya Rodina Miharu Imanishi |
| 20 de noviembre | Mumbai Open Mumbai, India $125,000 - Dura - 32S/16Q/16D Cuadro Individual - Cuadro Dobles                              | Aryna Sabalenka 6-2, 6-3                                 | Dalila Jakupović                       | Amandine Hesse Sabina Sharipova   | Naomi Broady Ankita Raina Yanina Wickmayer Alizé Lim                |
| 20 de noviembre | Mumbai Open Mumbai, India $125,000 - Dura - 32S/16Q/16D Cuadro Individual - Cuadro Dobles                              | Victoria Rodríguez Bibiane Schoofs 7-5, 3-6, [10-7]      | Dalila Jakupović Irina Khromacheva     | Amandine Hesse Sabina Sharipova   | Naomi Broady Ankita Raina Yanina Wickmayer Alizé Lim                |

## Puntos de distribución
Los puntos se otorgan de la siguiente manera:
| Torneo Categoría | G   | F  | SF | CF | R16 | R32 | Q | Q1 | Q2 |
| ---------------- | --- | -- | -- | -- | --- | --- | - | -- | -- |
| Individual       | 160 | 95 | 57 | 29 | 15  | 1   | 6 | 4  | 1  |
| Dobles           | 160 | 95 | 57 | 29 | 1   | —   | — | —  | —  |

## Estadística
En los cuadros figuran el número de sencillos (S) y dobles (D) Títulos ganados por cada jugadora y cada nación durante la temporada, dentro de todas las categorías del torneo de la WTA 125s de 2017. Las jugadoras / países sean ordenados por:
1) el número total de títulos (un título de dobles ganado por dos jugadoras que representan a la misma nación sólo es tomado por uno).
2) un sencillo> duplica jerarquía.
3) por orden alfabético (por los apellidos de las jugadoras).
Para evitar la confusión y la doble contabilización, estas tablas deben actualizarse sólo después de que un evento se haya completado.

### Títulos ganados por el jugadoras
| Total | Jugadoras            | S | D | S | D |
| ----- | -------------------- | - | - | - | - |
| 2     | Belinda Bencic       | ● |   | 2 |   |
| 2     | Aryna Sabalenka      | ● | ● | 1 | 1 |
| 1     | Kateryna Kozlova     | ● |   | 1 |   |
| 1     | Aleksandra Krunić    | ● |   | 1 |   |
| 1     | Monica Niculescu     | ● |   | 1 |   |
| 1     | Shuai Zhang          | ● |   | 1 |   |
| 1     | Qiang Wang           | ● |   | 1 |   |
| 1     | Chia-jung Chuang     |   | ● |   | 1 |
| 1     | Yingying Duan        |   | ● |   | 1 |
| 1     | Xinyun Han           |   | ● |   | 1 |
| 1     | Shu-ying Hsieh       |   | ● |   | 1 |
| 1     | Su-wei Hsieh         |   | ● |   | 1 |
| 1     | Veronika Kudermetova |   | ● |   | 1 |
| 1     | Jingjing Lu          |   | ● |   | 1 |
| 1     | Victoria Rodríguez   |   | ● |   | 1 |
| 1     | Valeria Savinykh     |   | ● |   | 1 |
| 1     | Bibiane Schoofs      |   | ● |   | 1 |
| 1     | Renata Voráčová      |   | ● |   | 1 |
| 1     | Yafan Wang           |   | ● |   | 1 |
| 1     | Xiaodi You           |   | ● |   | 1 |
| 1     | Maryna Zanevska      |   | ● |   | 1 |
| 1     | Lin Zhu              |   | ● |   | 1 |

### Títulos ganados por país
| Total | Países          | S | D | S | D |
| ----- | --------------- | - | - | - | - |
| 5     | China           | ● | ● | 2 | 3 |
| 2     | Suiza           | ● |   | 2 |   |
| 2     | Bielorrusia     | ● | ● | 1 | 1 |
| 2     | China Taipéi    |   | ● |   | 2 |
| 2     | Rusia           |   | ● |   | 2 |
| 1     | Rumania         | ● |   | 1 |   |
| 1     | Serbia          | ● |   | 1 |   |
| 1     | Ucrania         | ● |   | 1 |   |
| 1     | Bélgica         |   | ● |   | 1 |
| 1     | México          |   | ● |   | 1 |
| 1     | Países Bajos    |   | ● |   | 1 |
| 1     | República Checa |   | ● |   | 1 |